# 臺北斷層
臺北斷層是大台北地區的斷層帶之一，從新北市深澳地區向西南大致沿著台北盆地南緣，經過信義計畫區與國立臺灣大學校園總區北側，進入新北市中永和，土城與三峽。最後進入桃園市大溪區，與金山斷層連接。
據王乾盈等學者研究，在台北市基隆路附近，基盤兩側有相當落差，但沉積紀錄顯示，兩萬年來斷層沒有活動跡象。